# Eichwalde
Eichwalde település Németországban, azon belül Brandenburgban. Lakosainak száma 6490 fő (2023. december 31.).

## Népesség
A település népességének változása:
| Lakosok száma | 6450 | 6449 | 6468 | 6452 | 6453 | 6475 | 6490 |
|               | 2015 | 2017 | 2019 | 2020 | 2021 | 2022 | 2023 |